# Ernesto - Guai in campeggio
Ernesto - Guai in campeggio (Ernest Goes to Camp) è un film del 1987, diretto da John R. Cherry III. È il seguito di Dr. Otto and the Riddle of the Gloom Beam (inedito in Italia) uscito nel 1986.

## Trama
Ernesto è un autista di pullman che lavora per un campeggio indiano. Un giorno dei ragazzi che vengono da una scuola per piccoli delinquenti vengono mandati a questo campo. Per le eccessive richieste di Ernesto, che vuole fare il responsabile dei campeggiatori, i ragazzi vengono affidati a lui. Da qui nascerà una profonda amicizia tra loro che salverà il campeggio da una compagnia mineraria che aveva raggirato il proprietario del campo convincendolo a firmare un contratto in cui dichiarava che avrebbe ceduto il terreno.

## Accoglienza

### Incassi
Considerando che il budget del film ammonta a 3000000 $, negli Stati Uniti il film ha incassato 23509382 $, di cui 6171957 $ la prima settimana.

## Distribuzione

### Date di uscita
- 22 maggio 1987 negli Stati Uniti (Ernest Goes to Camp)
- 17 settembre in Australia
- 26 aprile 1988 nella Germania Ovest (Chaos im Camp)

In Brasile è conosciuto come A Trilha do Bravo; in Portogallo Barafunda no Acampamento; in Canada Ernest et les joyeuses colonies; in Finlandia Ernestin leirikesä; in Spagna La batalla del campamento.

## Seguiti
Il film ebbe (insieme al film precedente) nove seguiti, per un totale di dieci pellicole:
- Ernesto salva il Natale (Ernest Saves Christmas) (1988)
- Ernesto va in prigione  (1990)
- Ernesto e una spaventosa eredità (Ernest Scared Stupid) (1991)
- Ernest Rides Again (1993)
- Ernest Goes to School (1994)
- Slam Dunk Ernest (1995)
- Ernest Goes to Africa (1997)
- Ernest in the Army (1998)

Dal sesto al decimo (compreso il primo) sono inediti in Italia.